# Valea Luncii, Cluj
Valea Luncii este un sat în comuna Mica din județul Cluj, Transilvania, România.

## Demografie
La recensământul din 2002, populația satului Valea Luncii era de 77 de locuitori, dintre care: unul Român și  76 Maghiari.
Componența etnică a satului Malin
     Maghiari (98,71%)
     Români (1,29%)